# Aleksandr Pietrow (gubernator)
Aleksandr Iwanowicz Pietrow (ros. Александр Иванович Петров; ur. 16 lutego?/28 lutego 1838, zm. 19 sierpnia?/1 września 1915) – działacz państwowy Imperium Rosyjskiego, członek Senatu Rządzącego, gubernator miński i charkowski, wicegubernator siedlecki.

## Życiorys
Aleksandr Iwanowicz Pietrow urodził się 16 lutego 1838 roku. Jego rodzina wywodziła się z prawosławnej szlachty guberni saratowskiej. Posiadała tam 309 dziesięcin skarbowych ziemi, a poza tym 762 w guberni podolskiej (odpowiednio 337,6 i 832,5 ha).

### Kariera wojskowa
Ukończył Połocki Korpus Kadetów. Wszedł do służby 6 czerwca 1857 roku, skierowano go w stopniu podporucznika (XIII ranga wojskowa) do 17. Batalionu Strzelców, z którym związał swą dalszą służbę. Na krótko znalazł się w Wzorcowym Batalionie Piechoty (od 22 sierpnia 1858 roku), zaś między 22 listopada 1858, a 5 listopada 1859 roku szkolił się w Oficerskiej Szkołę Strzelców, przypisany do jej strzeleckiej roty. Szkołę tę opuścił z dyplomem I kategorii, zaś jeszcze w czasie nauki został – 15 kwietnia 1859 roku – awansowany na porucznika (ranga XII). Dwa lata spędził w sztabie Inspektora Batalionów Strzeleckich (od 30 marca 1860 do 11 czerwca 1862 roku). Stamtąd oddelegowano go do Batalionu Strzelców Lejb-gwardii. 15 stycznia 1863 roku powrócił do 17. Batalionu Strzelców. W ramach tej jednostki walczył przeciwko powstańcom styczniowym. Jego batalion działał w ramach Wileńskiego Okręgu Wojskowego i ścierał się z Polakami pomiędzy 9 lutego a 22 grudnia 1863 roku. W trakcie walk, 12 czerwca, Pietrow miał się wykazać bohaterstwem w okolicach wsi Mątwidowo, za co został 29 lipca wyróżniony Orderem Świętej Anny III klasy z mieczami i kokardą. Przez ponad 3 miesiące (25 czerwca–6 października) pełnił również obowiązki naczelnika wojennego w 2. rewirze powiatu szawelskiego. W 1864 roku dwukrotnie zmieniał swój przydział w batalionie – między 4 kwietnia a 11 sierpnia dowodził 3. rotą (kompanią), zaś od 24 października zarządzał batalionowym arsenałem.

### Kariera urzędnicza w Królestwie Polskim
Aleksandr Pietrow 6 lutego 1864 roku został podporządkowany Komitetowi Urządzającemu w Królestwie Polskim. Ten przydzielił porucznika do Kieleckiej Komisji ds. Włościańskich na stanowisko komisarza (pełnił obowiązki od 17 lutego, oficjalnie zatwierdzony 13 września). W 1866 roku oficjalnie opuścił służbę wojskową i w randze radcy tytularnego (ranga IX) rozpoczął cywilną karierę urzędniczą. Urząd komisarza włościańskiego obejmował jeszcze dwukrotnie, w powiecie skierniewickim (4 grudnia 1868 roku) i włocławskim (13 grudnia 1869 roku). Pietrow kolejne awanse otrzymywał zgodnie z wysługą lat: asesor kolegialny 27 lutego 1869, radca nadworny 23 maja 1872, kolegialny 7 sierpnia 1875 i radca stanu 28 lipca 1877 roku. Stosunkowo niska, VII ranga radcy nadwornego nie przeszkodziła Aleksandrowi 2 sierpnia 1874 roku w nominacji na zarezerwowane dla rangi V stanowisko wicegubernatora w guberni siedleckiej, wakujące od 5 czerwca w wyniku śmierci Andrieja Drukarta. Urząd ten sprawował do 14 kwietnia 1878 roku, na stanowisku zastąpił go Nikołaj Iwanienko. Tego dnia wszedł w skład Tymczasowej Komisji ds. Włościańskich Guberni Królestwa Polskiego. Pietrow był stronnikiem generał-gubernatora Iosifa Hurki. Był zwolennikiem twardego traktowania Polaków.

### W elitach urzędniczych Imperium Rosyjskiego
Pietrow uzyskał rangę rzeczywistego radcy stanu (IV cywilna) 1 kwietnia 1879 roku. Niedługo potem, 30 sierpnia, objął stanowiska gubernatora mińskiego, które pełnił do 30 stycznia 1886 roku (zastąpił Walerego Czarykowa, po nim zaś stanowisko zajął książę Nikołaj Trubieckoj). W czasie urzędowania w Mińsku objął także funkcję honorowego sędziego pokoju (7 grudnia 1874 roku), a już po wyjeździe z miasta został wybrany jego honorowym obywatelem (18 grudnia 1886 roku). Następnym stanowiskiem Pietrowa było gubernatorstwo charkowskie, które sprawował w latach 1886–1895 (poprzednik – Alexander von Uexküll-Güldenband, następca – Hermann von Tobiesen), od 30 sierpnia 1887 jako tajny radca (III ranga cywilna). Na prośbę profesora Aleksandra Brandta wydał zgodę na budowę charkowskiego zoo wraz z kompleksem akwarystycznym. Podczas pobytu w Mińsku, 18 czerwca 1894 roku uzyskał równoległą do posiadanej III rangę dworską – ochmistrza dworu. W dzień zakończenia służby w tym mieście – 24 marca 1895 roku – został przyjęty do Charkowskiego Komitetu Opiekuńczego nad Przytułkami Dziecięcymi jako członek honorowy. Kolejny jego przydział oznaczał powrót do Królestwa Polskiego – był pomocnikiem generał-gubernatora do spraw administrowania Krajem Nadwiślańskim (przed nim funkcję tę pełnił Nikołaj Medem, po nim Aleksandr Obolenski). Obowiązki te wypełniał oficjalnie do 28 kwietnia 1897 roku. Na dwa miesiące przed końcem służby u generał-gubernatora warszawskiego, 12 lutego został nominowany do Senatu Rządzącego. Zasiadał, od 28 października, w jego II Departamencie. Od 3 maja 1902 roku był też honorowym członkiem komitetu zajmującego się opieką nad pomnikami.  
Aleksandr Pietrow zmarł 19 sierpnia 1915 roku. Został pochowany na Cmentarzu Nikołajewskim przy Ławrze Aleksandra Newskiego w Petersburgu.

## Rodzina
Aleksandr Iwanowicz wstąpił w związek małżeński w 1871 roku. Jego żoną została córka pułkownika, Aleksandra Michajłowna Zielenko, zmarła 9 czerwca 1916 roku. Mieli jedną córkę, urodzoną 21 grudnia 1872 roku Aleksandrę, wydaną za pułkownika artylerii Nikołaja Aleksandrowicza Krutikowa.

## Odznaczenia i nagrody
Aleksandr Pietrow był kawalerem następujących orderów:
Ordery rosyjskie
- Order Świętego Stanisława

1. III klasa – 23 kwietnia 1861 roku,
2. II klasa – 8 listopada 1868 roku,
3. II klasa z koroną – 26 marca 1871 roku,
4. I klasa – 1 stycznia 1882 roku[11].

- Order Świętej Anny

1. III klasy z mieczem i kokardą – 29 lipca 1863 roku,
2. II klasa z koroną – 30 marca 1873 roku,
3. I klasa – 1 stycznia 1885 roku[11].

- Order Świętego Włodzimierza

1. III klasa – 19 czerwca 1875 roku,
2. II klasa – 1 kwietnia 1890 roku[11].

- Order Orła Białego – 1895 rok[11].
- Order Świętego Aleksandra Newskiego – 1904 rok[11].

Ordery zagraniczne
- Order Daniły I (Czarnogóra)

1. I klasa – 21 grudnia 1883 roku[11].

- Order Zasługi Cywilnej (Bułgaria)

1. I klasa – 1902 rok[11].

Medale
- Medal za Uśmierzenie Buntu Polskiego – 1865 rok[11].
- Srebrny Medal za Pracę przy Realizacji Reformy Uwłaszczeniowej w Królestwie Polskim – 19 lutego 1866 roku[11].
- Srebrny Medal dla Upamiętnienia Panowania Aleksandra III(inne języki) – 26 kwietnia 1882 roku[11].

Poza odznaczeniami Pietrow otrzymał czterokrotnie pisemne podziękowanie od cesarza: 
26 kwietnia 1882 roku od Aleksandra III, oraz trzykrotnie, w latach 1897, 1900 i 1914, od Mikołaja II. W trakcie swojej służby był również nagradzany dodatkowymi świadczeniami finansowymi: 4 maja 1864 roku otrzymał 300, 23 września 1866 roku 800, zaś 19 grudnia 1891 roku 2000 rubli. Przysługiwał mu również dodatek piętnastoprocentowy za pięcioletni staż służby w Królestwie Polskim przyznany 1 stycznia 1873 roku. Aleksander III przyznał mu również 30 sierpnia 1890 roku arendę w wysokości 2000 rubli rocznie. Pierwotnie miała ona obowiązywać przez 6 lat, jednak jej termin został dwukrotnie przedłużony o czteroletnie okresy.